# Payson (Arizona)
Pour les articles homonymes, voir Payson.
Payson est une ville américaine du comté de Gila, en Arizona. C'est la ville la plus peuplée du comté.
Dans les années 1870, William Burch s'installe dans le Burch Ranch, à l'emplacement actuel de la ville. D'autres pionniers s'installent autour du ranch, la cité prend le nom de Green Valley en 1882. Deux ans plus tard, Green Valley obtient un bureau de poste grâce à l'aide du représentant de l'Illinois Edwin Payson (en). Le bureau de poste est nommé en son honneur, puis la ville.
Selon les estimations du Bureau du recensement des États-Unis, la ville compte 15 345 habitants en 2015, légèrement plus que les 15 301 habitants recensés en 2010. La municipalité s'étend sur 19,47 milles carrés (50,43 km2), presque exclusivement des terres.

## Démographie
| 1970  | 1980  | 1990  | 2000   | 2010   | - |
| ----- | ----- | ----- | ------ | ------ | - |
| 1 787 | 5 068 | 8 377 | 13 620 | 15 301 | - |